# طور أصفري

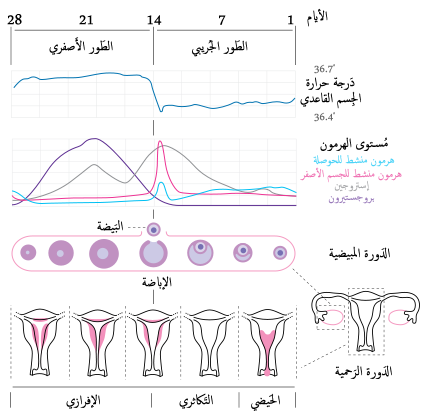
الدورة الشهرية

المرحلة الاصفرية أو الطور الاصفري (الاسم العلمي: Luteal phase) وهي المرحلة المتأخرة من الدورة الشهرية وتبدأ بتكوين الجسم الأصفر، وتنتهي إما بالحمل أو بتحلل الجسم الأصفر. الهرمون الرئيس المتصل بهذه المرحلة هو هرمون البروجسترون الذي يكون مرتفعاً في هذه المرحلة أكثر من المراحل الأخرى من الدورة الشهرية.

## التاثير الهرموني
- فبعد الإباضة تسبب هرمونات الغدة النخامية وهي هرمون ملوتن (LH) والهرمون منبه الجريبات (FSH) في تحول الأجزاء الباقية من الجريب إلى الجسم الأصفر.ويستمر في النمو بعض الوقت بعد الإباضة وينتج كمية مهمة من الهرمونات، وخاصة البروجسترون.[2]وبكمية أقل أيضا هرمون الاستروجين.
- ويلعب البروجسترون دوراً مهما في تحضير بطانة الرحم لاستقبال زرع الكيسة الأريمية ودعم المرحلة المبكرة من الحمل، وله من الآثار الجانبية رفع الحرارة الأساسية للمرأة.[3]

- وبعد عدة أيام من الإباضة فإن الكمية الزائدة من الأستروجين المنتجة من الجسم الأصفر يمكن أن تؤدي إلى يوم أو يومين من خصوبة الغشاء المخاطي للعنق، وانخفاض درجة الحرارة الأساسية أو كلاهما معاً، وتسمى هذه المرحلة الثانوية لحدوث الأستروجين.[4]
- الهرمونات المنتجة من الجسم الأصفر تثبط أيضا إنتاج هرمون اللوثنة وهرمون منبه الجريبات التي يحتاجها الجسم الأصفر للمحافظة على نفسه.
- واستمرار انخفاض مستوى الهرمونات المذكورة يؤدي إلى ضمور الجسم الأصفر.ونهاية الجسم الأصفر يؤدي إلى هبوط مستويات الأستروجين والبروجسترون، وهذا الهبوط في هرمونات المبيض يؤدي إلى ارتفاع مستوى الهرمون المنبه للجريبات، الذي يبدأ في تحضير جريبات جديدة للدورة القادمة.[3]
- والانخفاض المستمر بمستويات الأستروجين والبروجسترون يطلق نهاية المرحلة الأصفرية والدورة الشهرية وبداية الدورة القادمة.
- ويبلغ متوسط طول المرحلة الأصفرية حوالي أربعة عشر يوماً، ويعتبر طولها عاديا بين إثنا عشر يوما وستة عشر يوماً، ويصبح من الصعب الوصول إلى الحمل في مرحلة أقل من إثنا عشر يوماً. وبينما يختلف طول المرحلة من امرأة إلى أخرى، فإن طول المرحلة يبقى ثابتاِ عند نفس المرأة من دورة إلى أخرى.[5]
- لمعرفة طول المرحلة الأصفرية يمكنك قياس الحرارة الأساسية ووضعها في جدول لمعرفة طول المرحلة وتوقع يوم الإباضة.

- في حالة حدوث التزريع، سيواصل الجسم الأصفر إنتاج البروجسترون (والحفاظ على معدل درجات حرارة الجسم الأساسية العالية) من ثمانية إلى اثني عشر أسبوعا، وبعد ذلك تاخذ المشيمة أكثر هذه الوظيفة

.

## خلل الجسم الأصفر
يحدث خلل في تطور «الجسم الأصفر» (Luteal phase) – عندما لا يفرز المبيض كمية كافية من البروجيستيرون (Progesterone) بعد الاباضة، لا يكون الرحم قادرا على استقبال البويضة المخصبة، ولذلك لا يتاح تقدم الحمل. ويمنع التبويض، ولكن من المعروف أيضا أن يسبب LPD . وذلك من اسباب العقم عند النساء.
.